# Banger King
Banger King – singel polskiego rapera Kizo z albumu studyjnego Pegaz. Singel został wydany 11 kwietnia 2019 roku. Tekst utworu został napisany przez Patryka Wozińskiego.
Nagranie otrzymało w Polsce status złotej płyty w 2020 roku.
Singel zdobył ponad 6 milionów wyświetleń w serwisie YouTube (2023) oraz ponad 2 miliony odsłuchań w serwisie Spotify (2023).

## Nagrywanie
Utwór został wyprodukowany przez 808bros. Za mix/mastering utworu odpowiada EnZU. Tekst do utworu został napisany przez Patryka Wozińskiego.

## Twórcy
- Kizo – słowa[1][2]
- Patryk Woziński – tekst[1]
- 808bros – produkcja[1][2]
- EnZU – mix/mastering[1][2]

## Certyfikaty
| Kraj          | Certyfikat  |
| ------------- | ----------- |
| Polska (ZPAV) | złota płyta |